# 古賀ひより
古賀 ひより（こが ひより、2000年9月22日 - ）は、日本の柔道選手。神奈川県出身。階級は57kg級。身長153cm。血液型はA型。組み手は右組み。得意技は一本背負投。父親はバルセロナオリンピック71kg級金メダリストの古賀稔彦。長兄は73㎏級の古賀颯人、次兄は60kg級の古賀玄暉。

## 経歴
柔道は3歳の時に父親が開設した古賀塾で始めた。小学校5年の時には全国小学生学年別柔道大会の40kg超級で2位になったが、6年の時には45㎏超級の初戦で敗れた。
東橘中学2年の時には全国中学校柔道大会52㎏級の準決勝で田島中学3年の富沢佳奈に有効で敗れて3位、3年の時には決勝まで進むも夙川学院中学3年の阿部詩に有効で敗れて2位だった。
高校は岡山県にある創志学園高校へ進むと、1年先輩には後に総合格闘技の選手となる平田樹がいた。1年の時には全日本カデで3位だった。インターハイでは3回戦で埼玉栄高校2年の富沢佳奈に有効で敗れた。その後階級を57kg級に上げると、全国高校選手権の個人戦で3位、団体戦では準々決勝の南筑高校戦で素根輝に払腰で敗れて5位だった。2年の時には全日本カデで2位だった。インターハイの個人戦では準々決勝で富沢に腕緘で敗れて5位だったが、団体戦では同級生の浦明澄などとともに活躍して3位になった。全国高校選手権の個人戦では決勝で夙川学院高校2年の金知秀に反則負けして2位、団体戦では3位だった。3年の時にはインターハイにエントリーしたが、ケガのため出場しなかった。
2019年には環太平洋大学へ進学すると、1年の時にはアジアジュニアで優勝するも、優勝大会と体重別団体ではともに3位だった。3年の時には体重別団体で1年後輩の白石響などとともに活躍して優勝した。4年の時には優勝大会と体重別団体でともに3位だった。全日本強化選手選考会では決勝でパーク24の山本杏に反則負けを喫して2位だったが、学生体重別では決勝で帝京大学2年の大森朱莉に反則勝ちして優勝した。
2023年4月には東京オリンピック金メダリストで同級生の阿部詩や素根輝とともにパーク24の所属となった。11月の講道館杯では準決勝で三井住友海上の玉置桃、決勝で日本エースサポートの髙野綺海をそれぞれ技ありで破って、シニアの全国大会初優勝を飾るとともに、父娘2代で今大会を制することにもなった。12月のグランドスラム・東京では初戦でイスラエルのティムナ・ネルソン＝レヴィに反則負けを喫した。2024年1月のグランプリ・オディベーラスでは2回戦でドイツのパウリーヌ・シュタルケに合技で敗れた。4月の体重別では準決勝で日本エースサポートの高野綺海に反則負けを喫して3位だった。6月の実業団体2部では優勝した。9月のグランプリ・ザグレブでは3回戦でコソボのフラカ・ロジャに大外刈で敗れた。2025年2月のシニア体重別では3位だった。
IJF世界ランキングは80ポイント獲得で153位(25/2/17現在)。

## 戦績
- 2011年 -　全国小学生学年別柔道大会　2位(40kg超級)
- 2014年 -　全国中学校柔道大会　3位
- 2015年 -　全国中学校柔道大会　2位
- 2016年 -　全日本カデ　3位
- 2016年 -　ドイツカデ国際　7位
- 2017年 -　全国高校選手権　個人戦　3位　団体戦　5位
- 2017年 -　全日本カデ　2位
- 2017年 -　インターハイ　個人戦　5位 団体戦　3位
- 2018年 -　全国高校選手権　個人戦　2位　団体戦　3位
- 2019年 -　優勝大会　3位
- 2019年 -　アジアジュニア　優勝
- 2019年 -　体重別団体　3位
- 2021年 -　優勝大会　5位
- 2021年 -　体重別団体　優勝
- 2022年 -　全日本強化選手選考会　2位
- 2022年 -　優勝大会　3位
- 2022年 -　学生体重別　優勝
- 2022年 -　体重別団体　3位
- 2023年 -　実業個人選手権　5位
- 2023年　- 講道館杯　優勝
- 2024年 - 体重別 3位
- 2024年 - 実業団体2部　優勝
- 2025年 - シニア体重別　3位

(出典、JudoInside.com)